# Горбунов, Пётр Иванович (дирижёр)
Пётр Иванович Горбунов (7 октября 1924, Аргаяш, Уральская область — 1 января 2000, Москва) — советский и российский дирижёр, педагог, народный артист РСФСР (1978).

## Биография
Родился 7 октября 1924 года в городе Аргаяше Уральской области (ныне — Челябинская область). Музыкальное образование получил в Свердловске в ДМШ № 1. В 1942 году окончил Свердловское музыкальное училище имени П. И. Чайковского. Вскоре призван в РККА, участвовал в Великой Отечественной войне.
В 1945—1950 годы учился в Уральской консерватории (класс скрипки Н. А. Шварца). В 1964 году вторично окончил Уральскую консерваторию (класс оперно-симфонического дирижирования М. И. Павермана).
С 1945 года играл в оркестре Свердловского радио, в 1948—1961 годы работал в оркестре филармонии, и одновременно преподавал в музыкально-педагогическом училище.
В 1961—1970 годы был дирижёром Свердловского академического театра музыкальной комедии, а в 1971—1990 годы — главным дирижёром. Много работал вместе с главным режиссёром театра народным артистом СССР В. А. Курочкиным.
В 1960—1989 годы также преподавал в Уральской консерватории, доцент (1977), профессор (1987). Член КПСС с 1964 года.
С 1990 года стал главным дирижёром Московском театра оперетты.
Умер 1 января 2000 года в Москве, похоронен на Ясеневском кладбище.

## Награды и премии
- Медаль «За освобождение Варшавы».
- Медаль «За взятие Берлина», всего 13 военных наград, из которых два ордена.
- Заслуженный деятель искусств РСФСР (21.01.1972)[3].
- Народный артист РСФСР (1.02.1978).

## Работы в театре
- «Севастопольский вальс» Константин Листов
- «Вольный ветер» И. Дунаевского
- «Кварталы Парижа»
- «Донья Жуанита»
- «Девичий переполох» Ю. С. Милютина
- 1969 — «Требуется героиня»
- 1974 — «Полярная звезда» на музыку Баснера
- 1975 — «Пусть гитара играет» О. Фельцмана
- 1978 — «Рыцарь Синяя Борода» Ж. Оффенбаха
- 1981 — «Путешествие на Луну»
- 1981 — «Свадьба с генералом» Е. Н. Птичкина по А. П. Чехову
- 1982 — «Цыган-премьер» И. Кальмана
- 1982 — «О, Милый Друг!» В. Лебедева по Ги де Мопассану